# Marie Armand Patrice de Mac Mahon
Pour les autres membres de la famille, voir Famille de Mac Mahon.
Pour les articles homonymes, voir MacMahon.
Marie Armand Patrice de Mac Mahon, duc de Magenta, dit Patrice de Mac Mahon, né le 10 juin 1855 à Outreau et mort le 23 mai 1927 à Paris, 2e duc de Magenta (1893), 6e marquis d'Éguilly « dit de Mac Mahon » (1894), est un militaire français.

## Biographie
Fils aîné du maréchal de Mac Mahon, duc de Magenta, et d'Élisabeth de La Croix de Castries, Marie Armand Patrice intègre l'École spéciale militaire de Saint-Cyr de 1873 à 1875 (promotion de l'archiduc Albert). À la mort de son père, il hérite du titre ducal de Magenta. L'année suivante, une nouvelle mort, celle de son cousin Charles-Marie de Mac Mahon (1856-1894), fait de lui le 6e marquis d'Éguilly « dit de Mac Mahon » (1894).

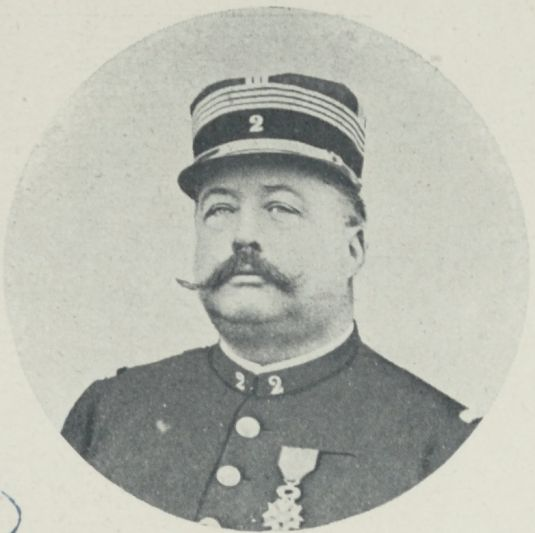
Le chef de bataillon Mac Mahon, pendant son commandement au 2e bataillon de chasseurs à pied (vers 1900).

Il participe aux opérations de conquête de Madagascar (1883-1896). Chef de bataillon le 28 octobre 1895, il est nommé à la tête du 2e bataillon de chasseurs à pied en 1896 et le demeure jusqu'en 1904.
Passé au 129e régiment d'infanterie comme lieutenant-colonel, il détient entre le 24 décembre 1912 et le 13 octobre 1914 le commandement, avec grade de colonel, du 35e régiment d'infanterie de la 14e division d'infanterie, sous les ordres des généraux Louis Curé, puis Étienne de Villaret, et du 7e corps d'armée commandé par le général Louis Bonneau.
Il participe à Première Guerre mondiale au cours de laquelle il commande la 43e brigade (22e DI, avant d'être fait général de brigade le 15 février 1915.

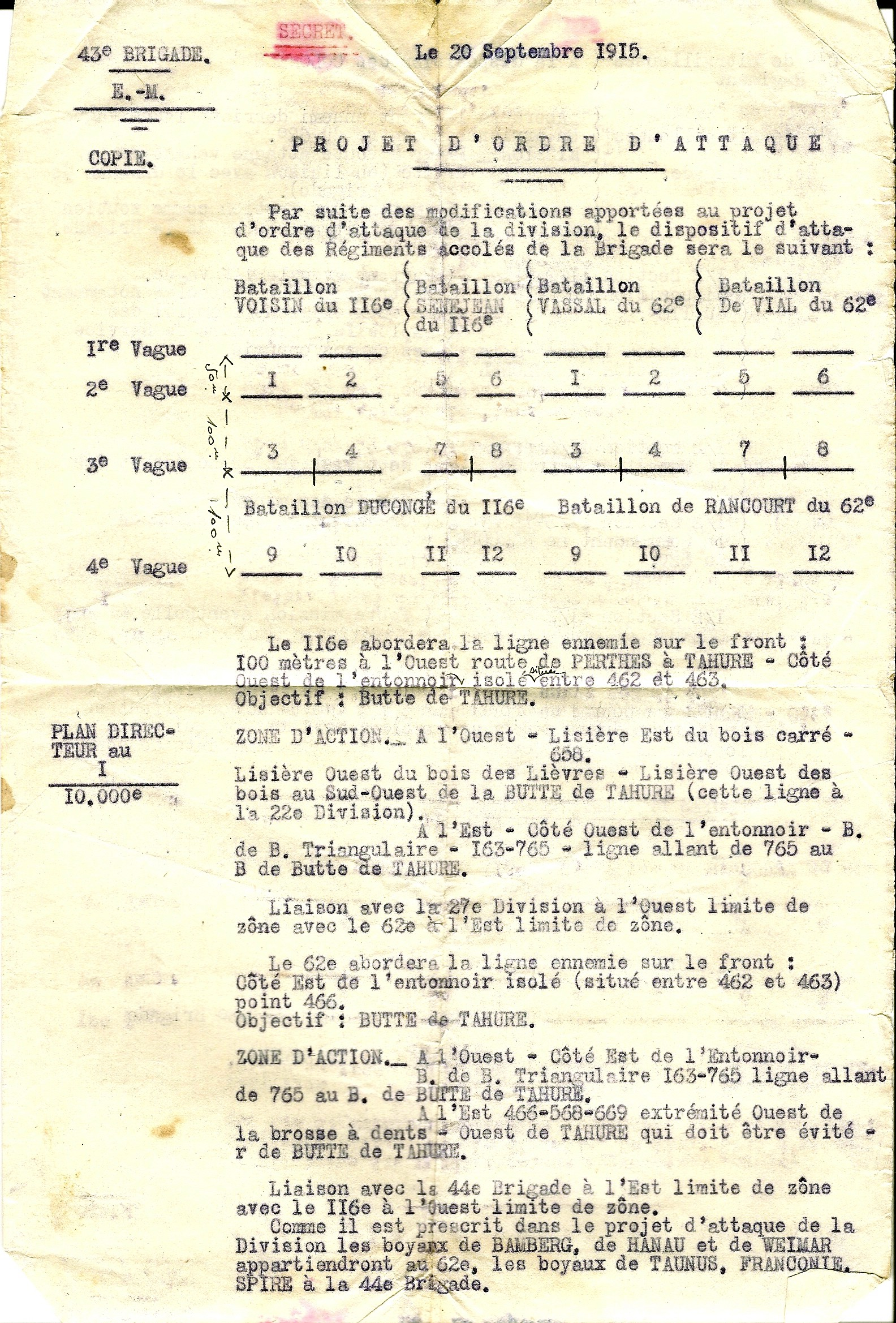
Projet d'ordre d'attaque de la 43e brigade à Tahure le 20 septembre 1915, signé par le général Mac Mahon
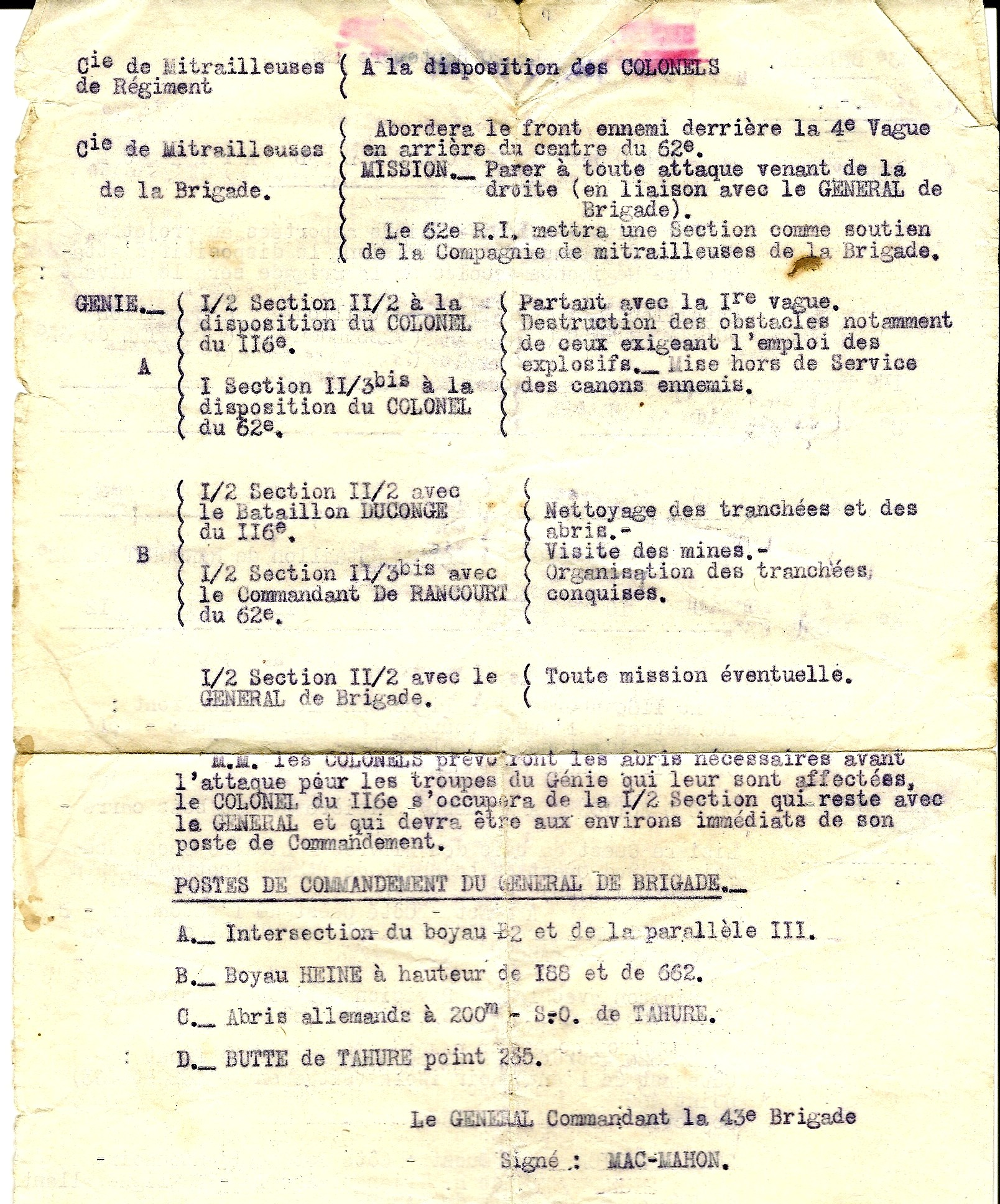
Verso de l'ordre d'attaque

À partir de 1924, il demeure au 17, boulevard Raspail et meurt en 1927.

## Mariage et postérité
Marie Armand Patrice épouse, civilement le 22 avril 1896 à la mairie du 8e arrondissement de Paris et, religieusement, le lendemain en la chapelle du château de Chantilly, Marguerite Marie Françoise Louise, princesse d'Orléans, née le 25 janvier 1869 à Morgan House (en), Ham, Richmond en Angleterre et morte le 31 janvier 1940 au château de la Forêt à Montcresson, fille de Robert d'Orléans (1840-1910), duc de Chartres, et de Françoise d'Orléans (1844-1925).
De cette union naissent trois enfants et plusieurs descendants :
1. Marie Elisabeth (19 juin 1899 - Lunéville † 28 septembre 1951 - Voreppe, Isère), mariée, le 22 septembre 1924 à Paris, avec Henri Marie Léon de Plan (6 novembre 1883 - Aix-en-Provence † 20 juin 1953 - Château de la Forêt, Montcresson), comte de Sieyès, dont postérité[5] ;
2. Amélie Françoise Marie (11 septembre 1900 - Lunéville † 30 mai 1987 - château de Rambuteau), titulaire de la Médaille de la Résistance, chevalier de la Légion d'honneur (3e génération), mariée, le 5 février 1921 à Paris, avec Almeric Philibert Marie Emmanuel Lombard de Buffières (29 août 1890 - Genève † 14 décembre 1944 - camp de concentration de Buchenwald), comte de Rambuteau, dont postérité ;
3. Maurice Jean Marie (13 novembre 1903 - Lunéville † 27 octobre 1954 - Évreux), 3e duc de Magenta (1927), 7e marquis d'Éguilly « dit de Mac Mahon », saint-Cyrien (1924-1926, promotion du Rif), marié, le 25 août 1937 au château de Sully, avec la comtesse Marguerite Riquet de Caraman-Chimay (29 décembre 1913 - Paris † 1er septembre 1990 - Nice), dont :
  1. Philippe Maurice Marie (15 mai 1938 - Paris † 24 janvier 2002 - Paris), 4e duc de Magenta, 8e marquis d'Éguilly « dit de Mac Mahon », marié (1°), le 15 février 1978 à Mollis (Suisse) (divorce en 1990) avec Claire-Marguerite Schindler (née le 1er août 1953 - Genève), marié (2°), le 4 mai 1990 à Londres, avec Amelia Margaret Mary Drummond (née le 2 juillet 1963 - Glencarse), fille du capitaine Humphrey Ap Evans (puis Drummond) et (Jean) Cherry Drummond of Megginch (1928 † 2005), 16e baronne Strange (en). Deux enfants de chaque mariage :
    1. Adélaïde Philippine Jeanne Marie (née le 3 octobre 1978 - Autun), mariée, le 3 avril 2004 à Lusigny (mariage religieux le 15 mai suivant en la basilique Sainte-Marie-Madeleine de Saint-Maximin-la-Sainte-Baume, avec Romain Armand Philippe Marie Joseph Pezet de Corval (né en 1979), dont postérité ;
    2. Eléonore Philippine Jeanne Marie (née le 18 novembre 1980 - Boulogne-Billancourt) ;
    3. Pélagie Jeanne Marie Marguerite Charlotte Nathalie (née le 24 juin 1990 - Sully-le-Château) ;
    4. Maurice Marie Patrick Bacchus Humphrey (né le 30 mars 1992 - Beaune), fils du précédent, 5e duc de Magenta, 9e marquis d'Éguilly « dit de Mac Mahon » ;

  2. Nathalie Jeanne Marie (11 avril 1939 - Paris † 25 février 2006 - Évreux) ;
  3. Anne Monique Marie (9 août 1941 - Château de Sully † 11 avril 2003 - Neuilly), mariée, le 5 octobre 1963 (divorce le 22 mai 1985), avec Gérard Louis Jacques Arnould Thénard (né le 3 mars 1940 - Neuilly), baron Thénard ;
  4. Patrice Michel Marie (né le 11 septembre 1943 - Lausanne), marié, le 11 juin 1966 à Beaumont-le-Roger, avec Beatrix Bénigne Marie Anne de Blanquet du Chayla (née le 27 mars 1945 - Tain-l'Hermitage), dont :
    1. Diane Marguerite Marie (née le 18 septembre 1968 - Paris), personnalité de la télévision française, mariée le 17 mai 1991 (1°, divorce le 6 mars 1996) à Paradou, avec Frédéric Beigbeder (né le 21 septembre 1965 - Neuilly) ; mariée (2°) le 8 avril 2009 à Paris, avec Guillaume Durand (né le 23 septembre 1952 - Boulogne-Billancourt), dont postérité ;
    2. Elisabeth Jeanne Marie (née le 7 octobre 1970 - Paris), mariée, le 24 mars 2000 à Paradou, avec Philippe Edouard Bruno Lamblin (né le 12 décembre 1968 - Saint-Mandé) ;
    3. Sophie Jeanne Marie (née le 26 mai 1973 - Boulogne-Billancourt), mariée, le 11 juillet 1997 à Paradou, avec Esteban Juan Blanco y Theux (né le 1er juin 1966 - Valence (Espagne)) ;
    4. Amélie Marie Victoire (née le 12 mars 1976 - Boulogne-Billancourt), mariée, le 6 octobre 2007 à Paradou, avec Hubert Clicquot de Mentque (né le 6 octobre 1974 - Pau)

  5. Véronique Henriette Marie (née le 5 juin 1948, château de Sully), mariée, le 16 janvier 1971 à Paris (divorce en 1990), avec Pierre Jaboulet-Vercherre (né le 31 mars 1950 - Brooklyn, New York), dont postérité.

## Distinctions
|  |  |  |

- Commandeur de la Légion d'honneur ;
- Croix de guerre 1914-1918, avec 2 palmes ;
- Médaille commémorative de Madagascar (1883 et 1896).